# Romano Benet
Romano Benet (* 20. dubna 1962) je italský horolezec. Jeho manželkou a spolulezkyní je italská horolezkyně Nives Meroi se kterou do roku 2008 vystoupili na jedenáct osmitisícovek. Jejich společná horolezecká kariéra začala po svatbě v roce 1989. O pět let později si připsali neúspěch na K2 a v roce 1998 vystoupili na svou první osmitisícovku Nanga Parbat. Roku 1999 vystoupili během deseti dnů na Šiša Pangmu a Čo Oju. V roce 2003 dokázal se svou manželkou během dvaceti dnů vystoupit na Gašerbrum I, Gašerbrum II a Broad Peak. Později vystoupil také na zbylé nejvyšší vrcholy planety, a sice Makalu, Kančendžengu a Annapurnu.

## Úspěšné výstupy na osmitisícovky
- 1998 Nanga Parbat (8125 m)
- 1999 Šiša Pangma (8013 m)
- 1999 Čo Oju (8201 m)
- 2003 Gašerbrum II (8035 m)
- 2003 Gašerbrum I (8068 m)
- 2003 Broad Peak (8047 m)
- 2004 Lhoce (8516 m)
- 2006 Dhaulágirí (8167 m)
- 2006 K2 (8611 m)
- 2007 Mount Everest (8849 m)
- 2008 Manáslu (8163 m)
- 2014 Kančendženga (8586 m)
- 2016 Makalu (8485 m)
- 2017 Annapurna (8091 m)